# Puente Pierre-Laporte
El puente Pierre Laporte es, junto al puente de Quebec, uno de los dos puentes que unen la ciudad de Quebec con la ciudad de Lévis, separadas por el río San Lorenzo en la provincia de Quebec, Canadá. Por este puente, creado con una capacidad de uso de hasta 90 000 vehículos por día, transitan hasta 115 000 vehículos por día, siendo el puente colgante más utilizado en Canadá.